# Bendoroto
Bendoroto is een bestuurslaag in het regentschap Trenggalek van de provincie Oost-Java, Indonesië. Bendoroto telt 2560 inwoners (volkstelling 2010).